# دینا رتکه
دینا رتکه (انگلیسی: Dana Rettke؛ زادهٔ ۲۱ ژانویهٔ ۱۹۹۹) بازیکن والیبال زن اهل ایالات متحده آمریکا است.